# دوست تو موش صحرایی
«دوست تو موش صحرایی» (انگلیسی: Your Friend the Rat) یک فیلم انیمیشن آمریکایی است که در سال ۲۰۰۷ منتشر شد. از بازیگران آن می‌توان به پتن اسوالت اشاره کرد.

## موضوع انیمیشن
رمی و امیلی در جمع موش‌ها سخنرانی می‌کنند و حقایقِ تاریخی و علمی در مورد گونه هایشان و تعاملات آنها با انسان‌ها را تشریح می‌کنند.